# Leptothorax mirassolis
Leptothorax mirassolis är en myrart som beskrevs av Jorge L.M. Diniz 1975. Leptothorax mirassolis ingår i släktet smalmyror, och familjen myror. Inga underarter finns listade i Catalogue of Life.